# Station Nijmegen Dukenburg
Station Nijmegen Dukenburg is een spoorwegstation in Nijmegen. Het bevindt zich in het stadsdeel Dukenburg, nabij het gelijknamige winkelcentrum.

## Geschiedenis
Station Dukenburg werd geopend op 2 juni 1973. Het eerste stationsgebouw werd pas in 1986 gebouwd (architect: P.A.M.J. Corbey). Deze architect ontwierp ook de stations Ede-Wageningen, Hoofddorp en Helmond. In 1996 werd een nieuw gebouw van de architect Th.J.B. Fikkers in gebruik genomen. Het oude gebouw is behouden.

## Bus- en treinstation
Het treinstation ligt aan de spoorlijn Tilburg - Nijmegen tussen station Wijchen en station Nijmegen Goffert. Bij het station ligt een busstation met dezelfde naam, waar verschillende stads- en streekbussen vertrekken. Dit busstation werd op 24 oktober 1994 geopend en heette tot het einde van 2013 Brabantse Poort. Daarvoor was het overdekte busstation bij de ingang van het winkelcentrum Dukenburg. 
| Serie | Treinsoort    | Route                                                                                            | Bijzonderheden |
| ----- | ------------- | ------------------------------------------------------------------------------------------------ | --- |
| 6600  | Sprinter (NS) | Dordrecht – Breda – Tilburg – 's-Hertogenbosch – Nijmegen Dukenburg – Nijmegen – Arnhem Centraal | Rijdt alleen doordeweeks tot 19:00 uur tussen Nijmegen en Arnhem Centraal v.v.                                                                               |
| 7600  | Sprinter (NS) | Wijchen – Nijmegen Dukenburg – Nijmegen – Arnhem Centraal – Dieren – Zutphen                     | 's Avonds na 20:00 uur en op zondag wordt er niet tussen Nijmegen en Wijchen v.v. gereden en wordt 1x per uur gereden tussen Arnhem Centraal en Zutphen v.v. |

## Afbeeldingen

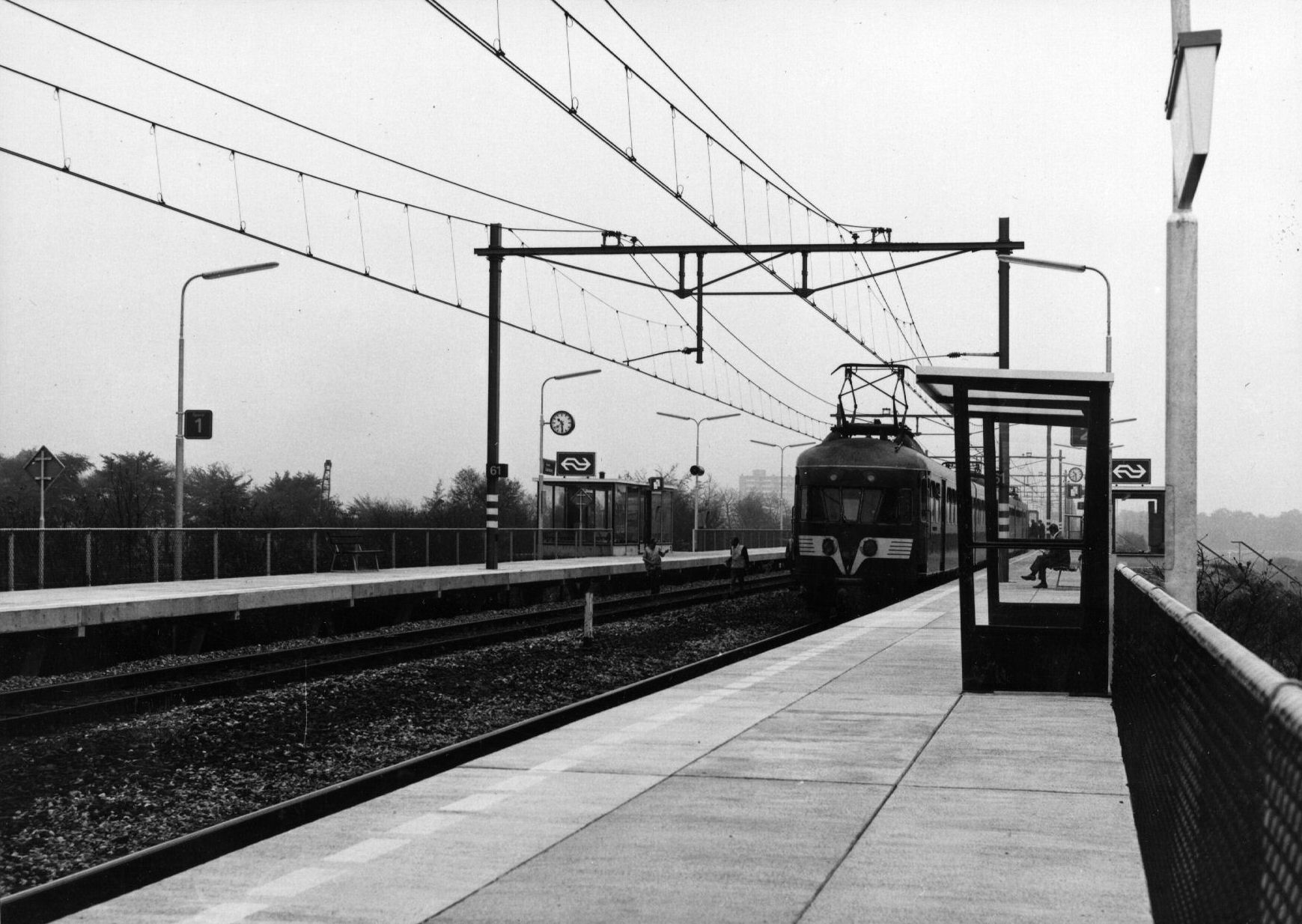
Mat '46 op het station (1973)
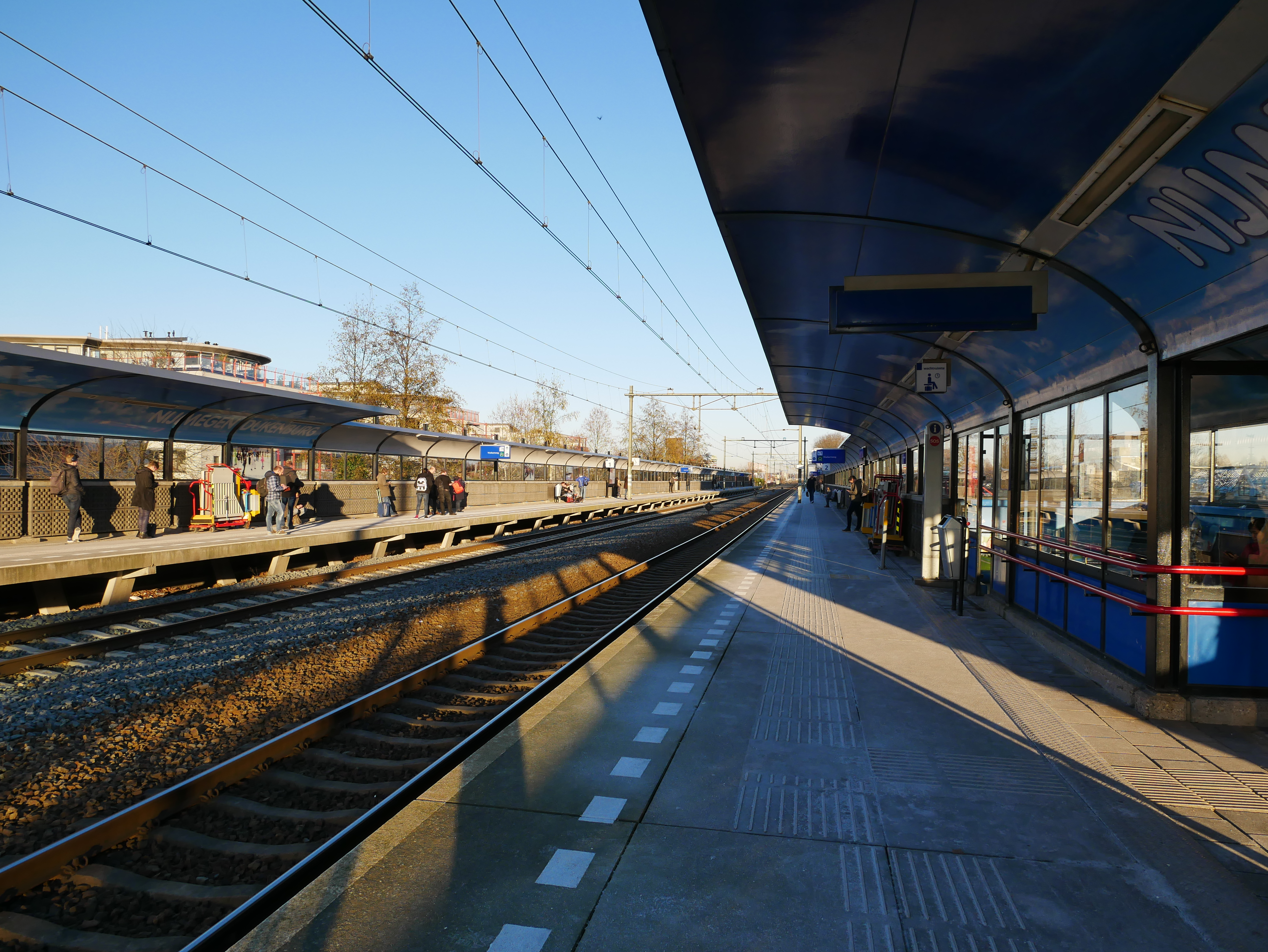
Perrons
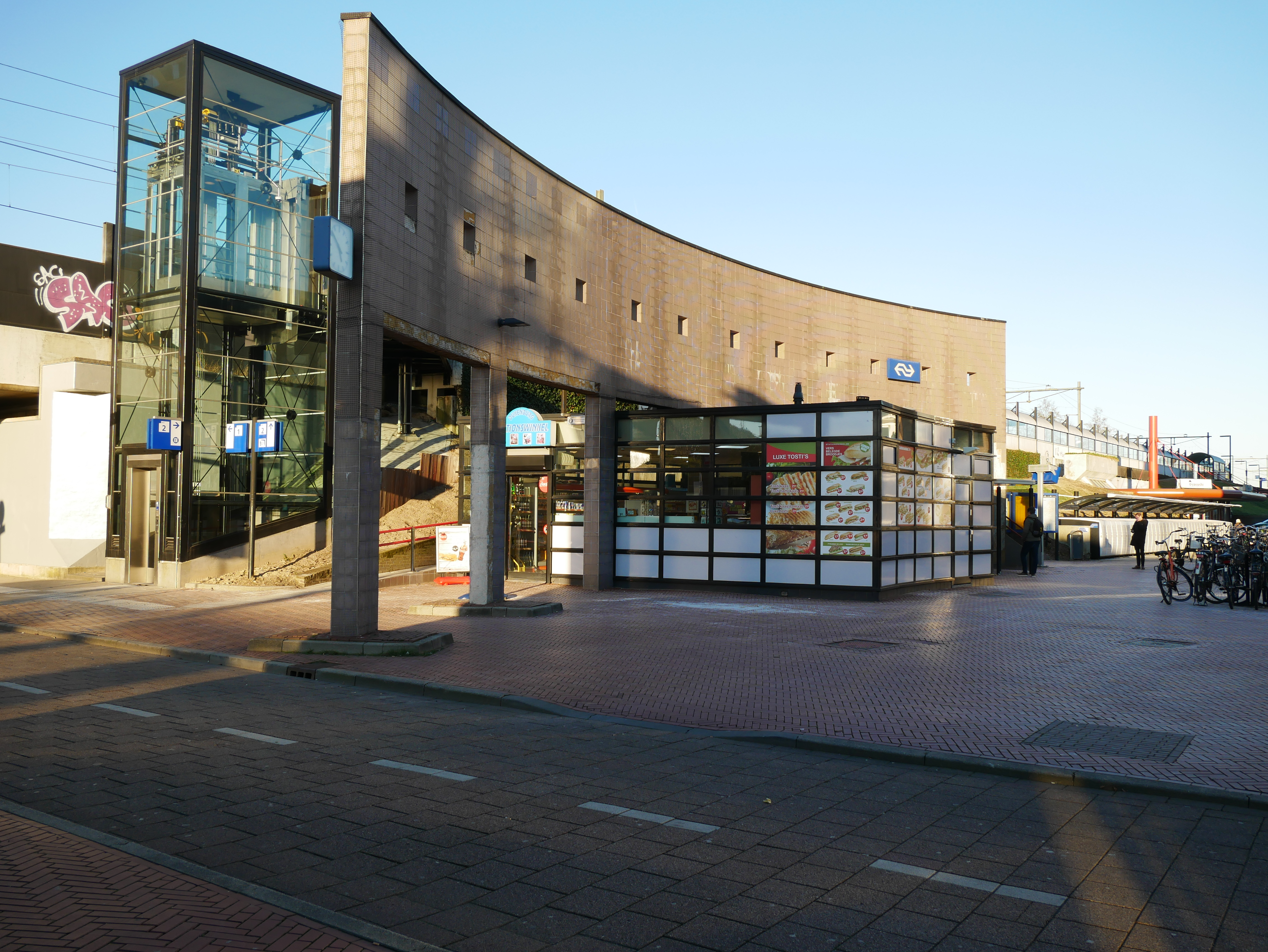
Station in 2019
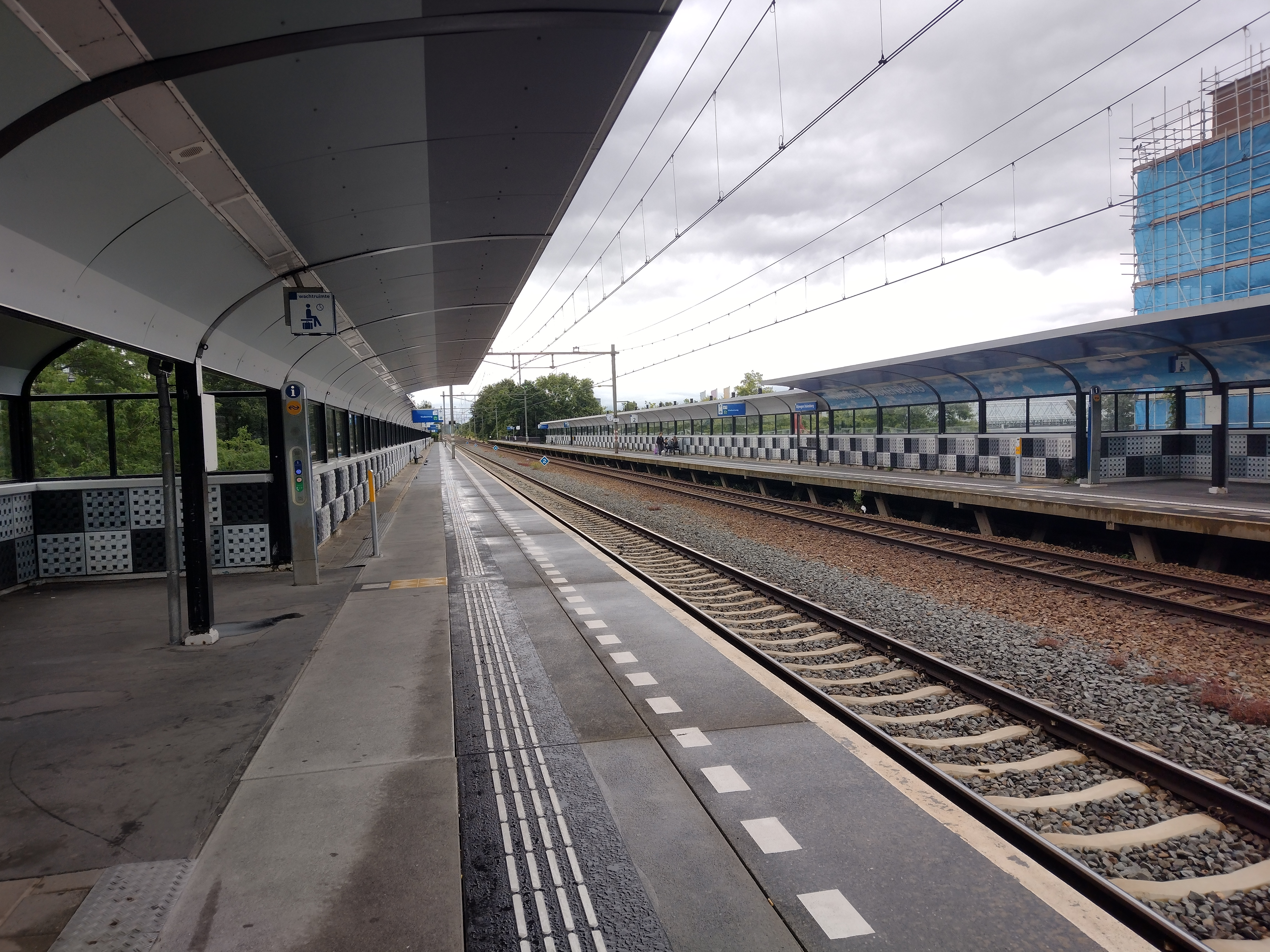
Perrons
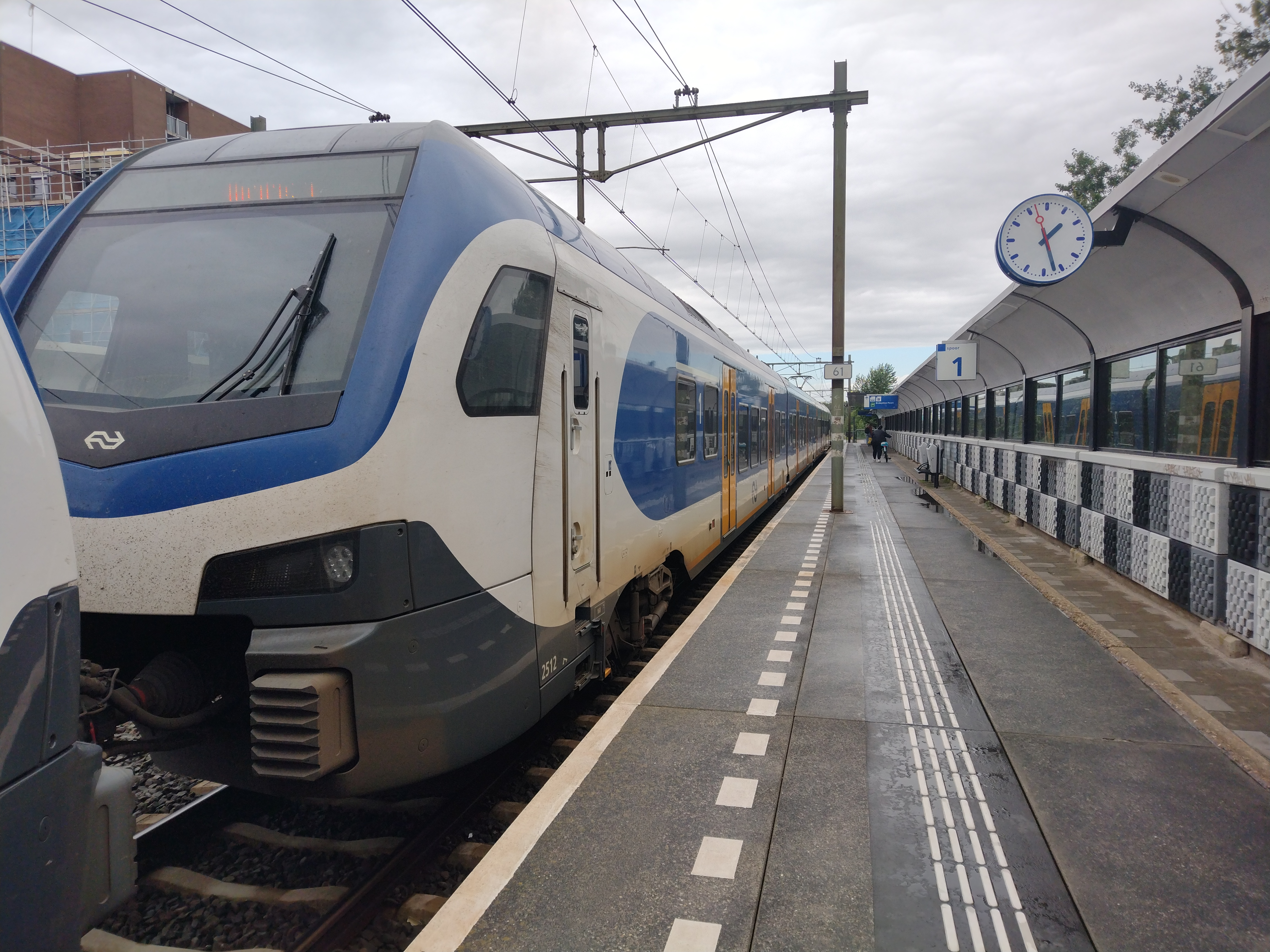
NS FLIRT op het station

## Reizigers
Het aantal door NS vervoerde reizigers per gemiddelde werkdag ontwikkelde zich sedert 2013 als volgt:
| Jaar | Aantal reizigers |
| ---- | ---------------- |
| 2024 | 2.232            |
| 2023 | 2.296            |
| 2022 | 2.069            |
| 2021 | 1.573            |
| 2020 | 1.456            |
| 2019 | 2.668            |
| 2018 | 2.460            |
| 2017 | 2.182            |
| 2016 | 1.865            |
| 2015 | 1.845            |
| 2014 | 1.922            |
| 2013 | 2.151            |

0: Tilburg ·
Berkel-Enschot ·
7: Udenhout ·
13: Helvoirt ·
IJzeren Man ·
Vught Zuid-Oost ·
22: 's-Hertogenbosch ·
24: Orthen ·
25: 's-Hertogenbosch Oost ·
28: Rosmalen ·
Sprokkelbosch ·
Kruisstraat ·
Nuland ·
Geffen ·
Heihoek ·
39: Oss West ·
41: Oss ·
Berghem ·
49: Ravenstein ·
56: Wijchen ·
61: Nijmegen Dukenburg ·
63: Nijmegen Goffert ·
66: Nijmegen
Huidige stations:
Aalten ·
Apeldoorn · 
-De Maten · 
-Osseveld ·
Arnhem:
-Centraal · 
-Presikhaaf · 
-Velperpoort · 
-Zuid ·
Barneveld:
-Centrum · 
-Noord ·
-Zuid ·
Beesd ·
Brummen ·
Culemborg ·
Didam ·
Dieren ·
Doetinchem · 
-De Huet · 
Duiven ·
Ede:
-Centrum ·
-Wageningen ·
Elst ·
Ermelo ·
Gaanderen · 
Geldermalsen ·
't Harde ·
Harderwijk ·
Hemmen-Dodewaard ·
Kesteren ·
Klarenbeek ·
Lichtenvoorde-Groenlo ·
Lochem ·
Lunteren ·
Nijkerk ·
Nijmegen · 
-Dukenburg · 
-Goffert · 
-Heyendaal · 
-Lent ·
Nunspeet · 
Oosterbeek ·
Opheusden ·
Putten ·
Rheden ·
Ruurlo ·
Terborg ·
Tiel · 
-Passewaaij ·
Twello · 
Varsseveld · 
Veenendaal-De Klomp · 
Velp · 
Voorst-Empe · 
Vorden · 
Wehl ·
Westervoort · 
Wezep · 
Wijchen ·
Winterswijk · 
-West · 
Wolfheze · 
Zaltbommel · 
Zetten-Andelst · 
Zevenaar · 
Zutphen
Voormalige stations: lijst van voormalige spoorwegstations in Gelderland